# Rolf Monsen

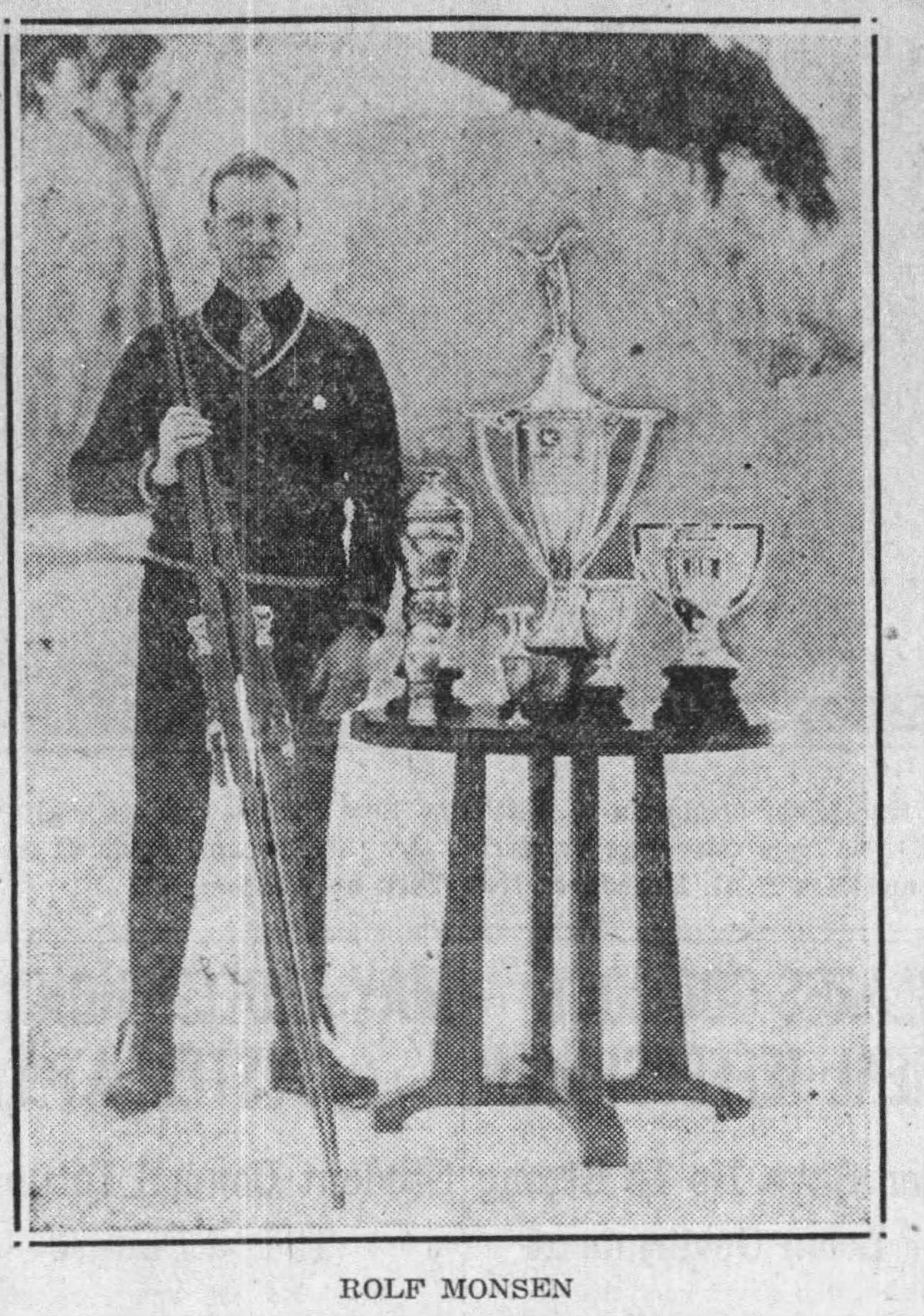

Rolf Monsen, född 8 januari 1899 i Kristiania i Norge, död 28 april 1987 i Bellflower i Kalifornien, var en amerikansk längdåkare som emigrerade från Norge 1921. Han var med i de olympiska vinterspelen 1928 i Sankt Moritz och kom på 45:e och sista plats av de som gick i mål på 18 kilometer. Charles tävlade även i backhoppning där han kom på 6:e plats och i nordisk kombination som han dock bröt. Fyra år senare under Olympiska vinterspelen i Lake Placid deltog han åter igen på 18 kilometer och kom 33:a. Han tävlade även i nordisk kombination och kom då på nionde plats.